# Алагинци
Алагинци су насељено место у саставу града Пожеге, у Славонији, Република Хрватска.

## Становништво
По попису из 2011. године Алагинци су имали 198 становника.
| Националност       | 1991.        | 1981.        | 1971.        |
| Хрвати             | 175 (96,15%) | 135 (94,40%) | 162 (99,38%) |
| Срби               | 5 (2,74%)    | 1 (0,69%)    | 0            |
| Југословени        | 0            | 3 (2,09%)    | 0            |
| остали и непознато | 2 (1,09%)    | 4 (2,79%)    | 1 (0,61%)    |
| Укупно             | 182          | 143          | 163          |